# Oul sau găina

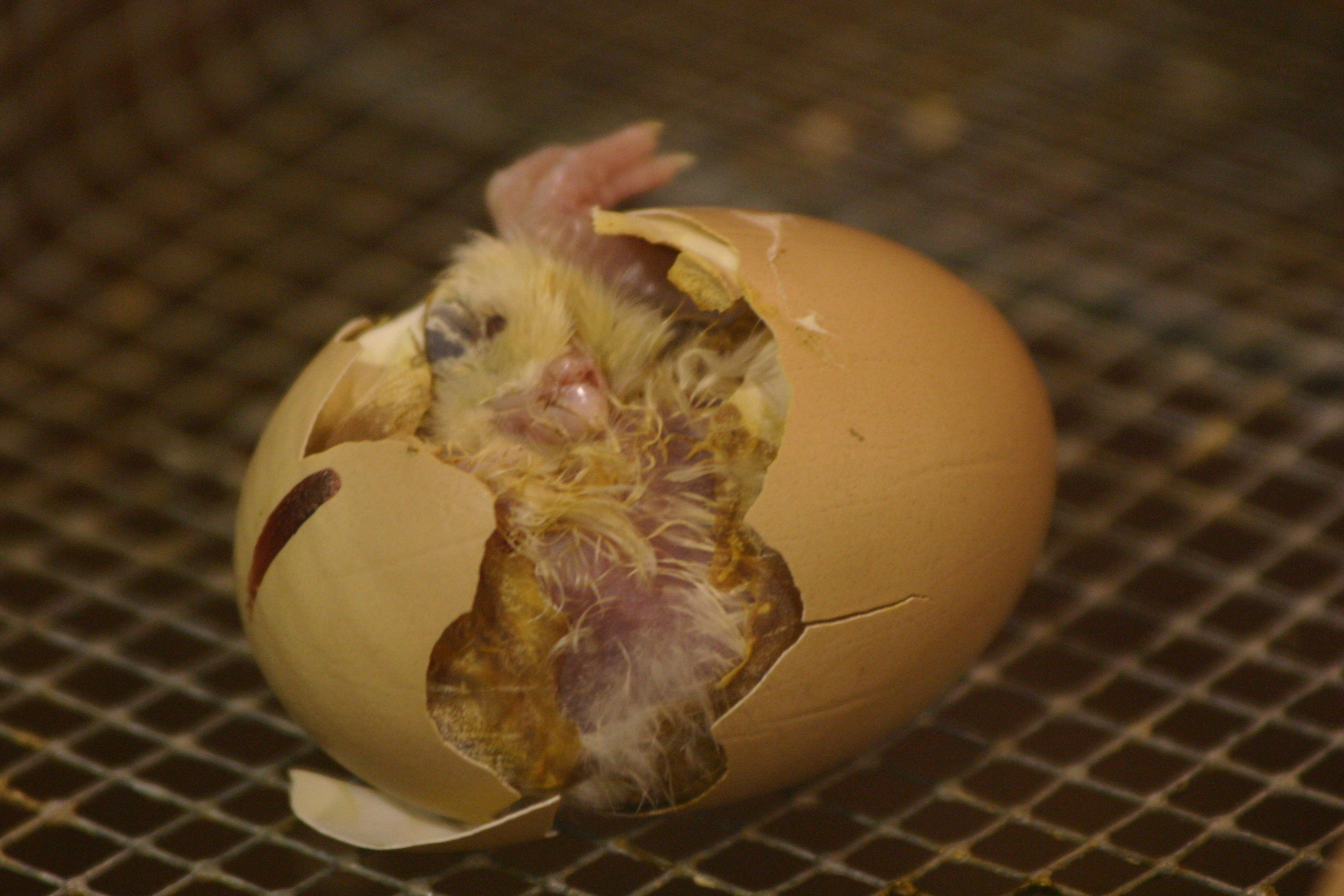
Un pui ieșind din ou

Oul sau găina este o dilemă a cauzalității, de obicei exprimată prin întrebarea: „Ce a fost mai întâi, oul sau găina?”. Filozofii antici, prin această întrebare, își puneau întrebări legate de apariția vieții și, în general, despre originile universului.

## Istoricul dilemei

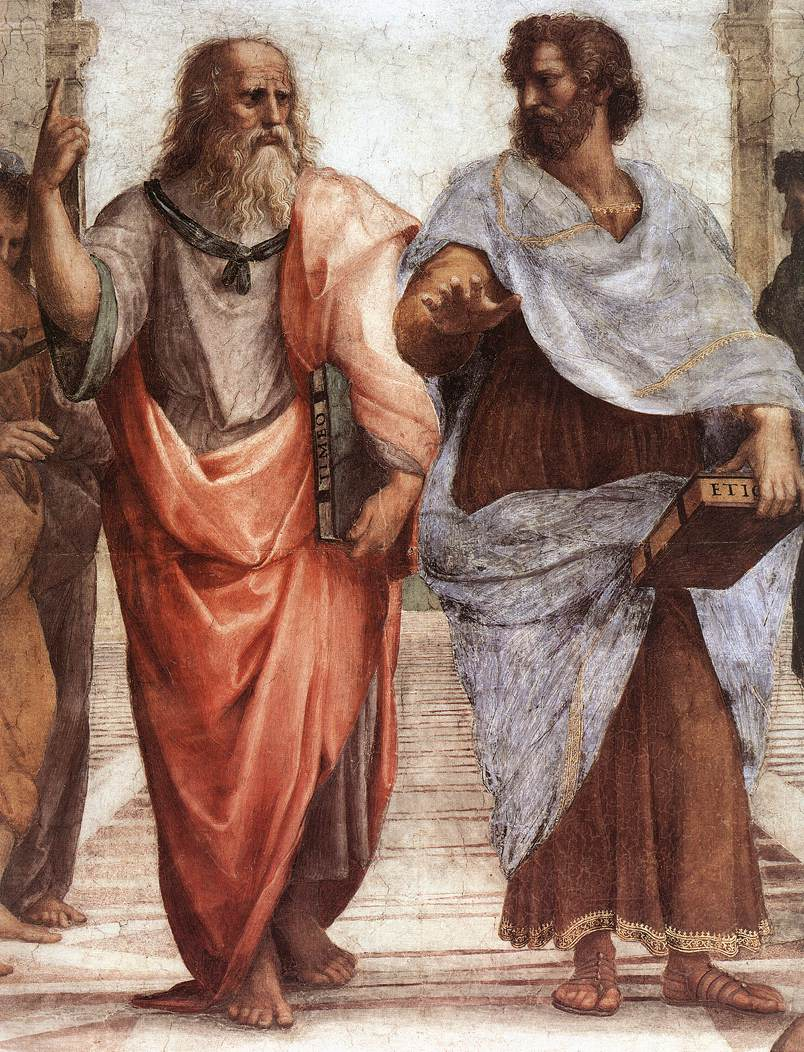
„Platon și Aristotel”, de Raphael

Referințe vechi la această dilemă se găsesc în scrierile filozofilor clasice. Scrierile lor indică faptul că problema propusă a fost uimitoare și a fost discutată frecvent și de către alți oameni din timpul lor.
Aristotel (384–322 î.Hr.) a fost derutat de ideea că ar fi putut exista o primă pasăre sau un prim ou și a concluzionat că atât pasărea cât și oul au existat întotdeauna:
|  | Dacă a fost un prim om el trebuie să fi fost născut fără tată și fără mamă - ceea ce este incompatibil cu natura. De aceea nu a putut fi niciun prim ou la început din care să fi ieșit păsări, sau ar trebui să fi fost o primă pasăre ca să facă primul ou; pentru că o pasăre iese din un ou. |

Același lucru a avut loc pentru toate speciile, credeau Platon și alții, și că totul înainte de a fi apărut pe pământ prima dată a fost în spirit.

## Cercetări moderne

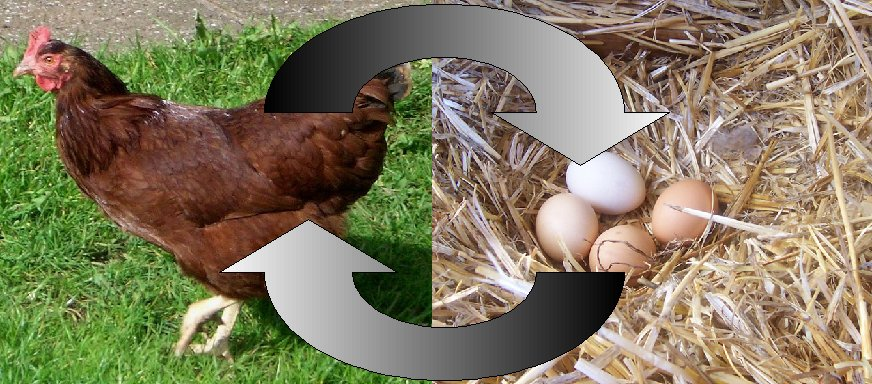
Ciclul ou–găină

Geneticianul John Brookfield a afirmat că „găina a existat înaintea oului”. Teoria sa se bazează pe faptul că materialul genetic al unui organism viu nu evoluează pe parcursul vieții sale. Concluzia reiese din faptul că materialul genetic al oului și al găinii este identic. Profesorul David Papineau de la King's College din Londra crede că primul pui a ieșit dintr-un ou al unei specii diferite, probabil o specie de reptile.
Pe măsură ce speciile se schimbă în timp în timpul procesului evolutiv, primul strămoș modern al găinilor domestice nu poate fi clasificat ca atare. 
ADN-ul poate fi modificat doar înainte de naștere, deci mama primei găini (care nu a fost găină așa cum o știm noi) a suferit o mutație în timpul gestației prin care embrionul din interiorul ei s-a schimbat și a devenit prima găină propriu-zisă. 
Din acel moment a apărut prima găină, așa cum o înțelegem acum. Prin urmare oul ar fi anterior puiului (găinii).
Dacă ne referim la ou în general, întrucât întrebarea nu precizează că oul este de găină sau nu, oul ar fi pe primul loc, deoarece în mod logic strămoșul animal al primei găini (precum dinozaurul) a fost de asemenea ovipar si deci din acel ou a iesit prima găină!
Important este să înțelegem că dacă vorbim din punct de vedere evolutiv, schimbările nu au loc brusc. Trebuie să înțelegem că au existat dinozauri cu aripi, cioc și pene, de aceea nu trebuie să ne gândim că puiul provine dintr-un strămoș al șopârlei sau al crocodilului,  ci mai degrabă provine de la o rudă cu Archaeopteryx sau Anchiornis.

## Vezi și
- Listă de paradoxuri